# Vườn quốc gia Xuân Liên
Vườn quốc gia Xuân Liên là một trong ba vườn quốc gia của tỉnh Thanh Hóa, nằm ở vùng rừng thượng nguồn sông Chu thuộc huyện Thường Xuân, phía Tây tỉnh Thanh Hóa, Việt Nam, cách thành phố Thanh Hóa 130 km về phía tây bắc.

## Vị trí và đặc điểm
Khu bảo tồn thiên nhiên Xuân Liên được thành lập tháng 12 năm 1999. Tháng 2 năm 2025, Xuân Liên được nâng hạng lên thành vườn quốc gia. Tổng diện tích khu vực là 27.668 ha, trong đó phân khu bảo vệ nghiêm ngặt là 19.800 ha, phân khu phục hồi sinh thái 7.848 ha, phân khu dịch vụ, hành chính 20 ha. Ngoài ra, vùng đệm của khu bảo tồn thiên nhiên có diện tích 33.590 ha. Tuy nhiên một tài liệu khác cho rằng tổng diện tích của khu bảo tồn là 23.610 ha thuộc địa phận các xã Bát Mọt, Yên Nhân, Xuân Khao, Xuân Liên, Xuân Mỹ, Vạn Xuân, huyện Thường Xuân.
Sau khi các xã Xuân Mỹ, Xuân Liên và Xuân Khao (vùng lòng hồ chứa nước Cửa Đặt) được giải thể năm 2008, Vườn quốc gia Xuân Liên thuộc địa bàn các xã Bát Mọt, Yên Nhân, Vạn Xuân, huyện Thường Xuân.
Vườn quốc gia nằm gần biên giới Việt - Lào, được giới hạn bởi sông Cao ở phía bắc, ranh giới với tỉnh Nghệ An ở phía tây và phía nam.
Vườn quốc gia nằm trên một dãy núi chạy từ Sầm Nưa ở Lào đến các huyện Thường Xuân và Như Xuân của tỉnh Thanh Hoá với nhiều đỉnh cao như núi Tà Leo (1.400 m), núi Bù Chó (1.563 m), Bù Hòn Hàn (1.208 m) và một ngọn núi không có tên cao đến 1.605 là đỉnh cao nhất. Nền địa chất của vùng rất đa dạng bao gồm cả đá trầm tích, đá phiến, spilite, aldezite, và nhiều loại đá biến chất khác như đá lửa và đá kính.
Vườn quốc gia Xuân Liên tiếp giáp với Khu bảo tồn thiên nhiên Pù Hoạt của tỉnh Nghệ An với đường ranh giới chung dài đến 20 km và nếu được bảo vệ, tổng diện tích của hai khu này sẽ lên đến 90.000 ha. Rừng ở Xuân Liên đóng vai trò quan trọng trong việc bảo vệ đầu nguồn sông Chu.

## Hệ thực vật
Bốn kiểu rừng chính ở Xuân Liên là rừng lá kim hỗn giao và rừng lá rộng thường xanh trên núi thấp chiếm khoảng 18% tổng diện tích khu bảo tồn, ở các đai cao trên 800 m, với các loài cây gỗ lá rộng của họ Dẻ, họ Long não và họ Dầu (Dipterocarpaceae), ngoài ra một số loài hạt trần như thông nàng (Podocarpus imbricatus), sa mu (Cunninghamia konishii) và pơ mu (Fokienia hodginsii) cũng xuất hiện rải rác trên các đai cao trên 1000m trong kiểu rừng này. Kiểu rừng chính thứ hai là rừng thường xanh trên đất thấp xuất hiện ở độ cao dưới 800 m. Kiểu rừng này đã bị chặt phá và suy thoái nghiêm trọng và chỉ chiếm 3% tổng diện tích tự nhiên của vùng. Các kiểu rừng thứ sinh có rừng hỗn giao tre nứa, cây gỗ và rừng thường xanh phục hồi, cả hai đều là dạng thảm thực vật thứ sinh phát triển từ rừng sau khai thác hoặc sau nương rẫy. Các kiểu thảm thực vật còn lại là rừng tre nứa thuần loại, trảng cỏ và trảng cây bụi (Lê Trọng Trải et al. 1999).
Theo thống kê sơ bộ, vườn quốc gia hiện có hơn 6.000 ha rừng nguyên sinh, 572 loài thực vật, trong đó có 156 cây thuốc quý, hơn 40 loài cây ăn quả, hơn 300 loài cây lấy gỗ, 23 loài cây lấy nhựa và dầu như trầm gió, bời lời, quế và hàng trăm cây thuốc quý, cây đan lát, hàng chục họ lan. Đặc biệt, ở đây còn có loài cọ Bắc Sơn quanh năm tốt tươi, tán lá mọc chụm ở ngọn, dáng to cao, tạo nên vẻ đẹp uy nghi, hùng vĩ...
Trong số 560 loài thực vật ghi nhận được tại Xuân Liên năm 1998, có 4 loài là các loài đặc hữu Việt Nam là cây vù hương (Cinnamomum balansae), Cọ mai nháp lá nhỏ (Colona poilanei), loài Croton boniana và cây lá nến không gai (Macaranga balansae).

## Hệ động vật
Tính đa dạng động vật của khu vực này còn tương đối cao so với các khu bảo vệ khác ở miền Bắc và miền Trung Việt Nam. Tổng số có 38 loài thú được ghi nhận, mười trong số đó là các loài bị đe dọa trên toàn cầu. Các loài thú được ghi nhận có tầm quan trọng đặc biệt đối với công tác bảo tồn bao bồm bò tót, voọc xám, vượn đen má trắng và mang Roosevelt (Muntiacus rooseveltorum). Đây là ghi nhận đầu tiên về mang Roosevelt kể từ khi loài này được phát hiện tại Lào 69 năm trước, đây cũng là ghi nhận đầu tiên của loài này ở Việt Nam. Tổng số có 134 loài chim được ghi nhận trong quá trình điều tra trong đó có một loài phân bố hẹp là khướu mỏ dài(Lê Trọng Trải et al. 1999).
Theo thống kê sơ bộ, khu bảo tồn có 136 loài chim thuộc 11 bộ 29 họ điển hình, một số loài có số lượng lớn như gà rừng, hồng hoàng; 53 loài bò sát và lưỡng cư, 143 loài bướm...

## Di tích, danh lam thắng cảnh
Cùng nằm trong Vườn quốc gia Xuân Liên có đền thờ Cầm Bá Thước, người lãnh đạo phong trào Cần vương ở phía Tây Thanh Hóa. Đền thờ nằm ở ngã ba Cửa Đạt bên hữu ngạn sông Chu, thuộc xã Xuân Mỹ trước đây. Cách công trình Thủy lợi, Thủy điện Cửa Đạt hơn 1 km về phía Đông là đền Cô, đây là đền trình trước khi du khách vào lễ, thăm viếng đền Cầm Bá Thước và đền Bà Chúa Thượng Ngàn.